# Société du pari mutuel urbain (Mali)
Pour les articles homonymes, voir PMU (homonymie).
La société du pari mutuel urbain du Mali, ou PMU-MALI, est une Société d'économie mixte malienne créée en 1994 et ayant son siège à Bamako. La société regroupe l'ensemble des jeux de hasard, organisant les paris sur les courses de chevaux et les jeux de hasards. La société du pari mutuel urbain du Mali est membre de l’Association africaine des loteries d’État.

## Historique
La société du pari mutuel urbain du Mali (PMU-MALI) est née de l’approche stratégique internationale amorcée dès 1986 par le Groupement d'intérêt économique Pari mutuel urbain de France (PMU) qui a développé un axe d'assistance technique et de création de réseaux en Afrique, fondé sur les courses (de chevaux) françaises. Ainsi, en 1994, une dizaine de pays d’Afrique reçoivent la retransmission télévisée des courses de chevaux en France et, dans la même dynamique, en août 1994, il est créé la société du pari mutuel urbain du Mali (PMU-Mali) dont les activités démarrent effectivement le 1er septembre de la même année.
En 2003, le PMU Mali absorbe les activités de la loterie nationale du Mali (Lonama-SA). L’État malien reste cependant l’actionnaire majoritaire de cette société en se réservant 75 % du capital ; les actionnaires privés se répartissant les 25 % restants.

## Activités
La société du pari mutuel urbain du Mali, seul opérateur hippique de ce pays a un capital social de 300 000 000 de francs CFA et est classé parmi les dix plus grandes entreprises maliennes. L’État malien en est l’actionnaire majoritaire avec 75 % du capital ; les actionnaires privés se répartissant les 25 % restants. Le PMU-Mali emploie 72 agents permanents, 220 agents de traitement et 800 revendeurs, titulaires et suppléants confondus. De septembre 1994 à janvier 2005, l'entreprise a réalisé un chiffre d'affaires cumulé de 170 000 000 000 de francs CFA. Outre les activités de paris sur les courses de chevaux, le PMU-Mali gère également les jeux du « Millionnaire », du « Loto » et du « Loto sportif ».
L'entreprise est également impliquée dans le développement local notamment par une prise de parts sociales dans le capital de la Banque malienne de solidarité à hauteur de 360 000 000 de francs CFA, un appui à l'extension de la couverture de la télévision nationale, des actions liées au programme d'assainissement des villes du Mali et une contribution au financement l'Agence pour la promotion de l'emploi des jeunes (Apej). Le PMU Mali finance aussi la construction de lycées, des moyens logistiques aux forces de sécurité et des dons de médicaments.

## Controverses
À la suite de l’arrestation du directeur général du PMU Mali Idrissa Haïdara en décembre 2013, la famille du détenu dénonce les irrégularités béantes de la justice dans son arrestation qui fut ordonnée par le ministre de la justice Mohamed Aly Bathily avant même qu’une enquête soit lancée. Sans éléments permettant de l’incriminer, il est libéré sous caution après 4 mois de détention, mais le lendemain de sa libération, le ministre de la justice ordonne sa remise en prison, prétextant détenir les preuves de sa culpabilité. Idrissa Haïdara prend la fuite, ce qui lui vaut un mandat d’arrêt international,.
En 2017, le PMU Mali est pris en flagrant délit de financer la campagne du RPM,.
En janvier 2019, le directeur général de PMU Mali Youba Ould Messaoud, à la direction depuis février 2018 et qualifié de baron du RPM, est accusé de détourner les fonds de l’entreprise. Il est limogé le mois suivant.
En décembre 2020, le directeur général du PMU Mali Vital Robert Diop (en poste depuis février 2020) est arbitrairement arrêté sur ordre du ministre de la justice Mohamed Sidda Dicko. Il lui est reproché de financer un complot putschiste contre le pouvoir en place depuis août 2020 mais aucune preuve n’est apportée par le parquet pour étayer ces accusations. Il est libéré le 2 mars 2021 puis remis en prison le 4 mars 2021, toujours sans preuve et sans procès. Human Rights Watch est intervenu pour dénoncer l’incarcération extrajudiciaire abusive face aux manques de preuves,.